# Cinnamomum pauciflorum
Cinnamomum pauciflorum är en lagerväxtart som beskrevs av Christian Gottfried Daniel Nees von Esenbeck. Cinnamomum pauciflorum ingår i släktet Cinnamomum och familjen lagerväxter. Inga underarter finns listade i Catalogue of Life.